# Littledaleae
Littledaleae es una tribu de hierbas de la familia Poaceae. Tiene un solo género. 

## Géneros
- Littledalea